# The Cheetah Girls 2
The Cheetah Girls 2 (ook bekend als The Cheetah Girls: When In Spain) is het vervolg van de Disney Channel Original Movie The Cheetah Girls uit 2006. De première ervan ontving het hoogste aantal kijkers van alle Disney Channel Movies tot dan toe, in totaal 8,1 miljoen. Hiermee werden de première van High School Musical (7,7 miljoen) en de vorige meest bekeken DCOM recordhouder Cadet Kelly (7,8 miljoen kijkers) verslagen. Ook werd The Cheetah Girls 2 de meest bekeken film uit de Cheetah Girls- trilogie. Het vervolg gaat over een getalenteerde tienerkwartet die een wervelwindtour door Spanje maken om hun dromen van popsterrendom te laten uitkomen. Anders dan de voorganger van de film die opgenomen karaoke-achtige musicalnummers heeft, is The Cheetah Girls 2 meer een musical geworden. De film was origineel gepland voor de bioscopen, maar ging niet door door de gefaalde film Ice Princess. Dit is ook de laatste film met Raven-Symoné in de hoofdrol. De film is de meest bekeken Disney Channel Original Movie uit het jaar 2006.

## Verhaal
De film begint in Manhattan, 3 jaar na de eerste film waar de Cheetah Girls net hun ondergeschikte jaar hebben geëindigd en optreden bij een afstudeer-feest voor de Manhattan Magnet's Class of 2006 (Lied: "The Party Just Begun").
Later terwijl ze een logeerpartij/Chinees eten-avond bij Galleria's (Raven-Symoné) huis hebben, vertelt Chanel (Adrienne Bailon) aan de meiden dat haar moeder Juanita (Lori Anne Alter) een trip heeft gepland naar Barcelona waar ze Luc, Juanita's vriend, gaan bezoeken. Chanel vindt het jammer en wil Luc niet zien terwijl de andere meiden van streek zijn dat ze voor de zomer gescheiden zullen worden, totdat Aquanette (Kiely Williams) een vallende ster ziet en de meiden doen samen een wens, namelijk om naar Barcelona te gaan met Chanel. Op dat moment bladeren een paar pagina's uit een tijdschrift van een van de meiden, tot er een advertentie staat voor het Barcelona muziekfestival. Galleria laat de Cheetah Girls meedoen en de volgende dag reizen haar moeder Dorothea (Lynn Whitfield), Juanita en de Cheetah Girls allemaal naar Spanje.
Wanneer de meiden aankomen in Barcelona gaan ze wat shoppen voor ze uitrusten in een café. Later horen zij een gitaar spelen en ontmoeten ze Angel (Peter Vives), een mysterieuze gitaarspeler die ze rondleidt door Barcelona wanneer ze voor de hele stad zingen en wordt Galleria's liefde (Lied: "Strut").
De volgende dag auditeren de meiden voor het festival en krijgen een plek (Lied: "Cheetah Sisters (Barcelona Mix")).
De volgende dag bij het ontbijt ontmoeten ze Joaquin (Golan Yosef), een accountant, Lucs petekind, en een knappe danser die een liefde wordt voor Dorinda (Sabrina Bryan). De volgende dag nadat Dorinda erachter komt dat Joaquin een danser is, gaat ze naar zijn studio waar hij haar de tango leert (Lied: "Dance With Me").
Die avond neemt Joaquin de Cheetas mee naar de Dancing Cat, een lokale Spaanse nachtclub waar alle nieuwe artiesten hun liedjes zingen (Liedjes: "Why Wait" en "A La Nanita Nana").
Daar ontmoeten zij de Spaanse popartiest Marisol (Belinda) die ook mee gaat doen in de muziekfestival en haar manager/moeder Lola (Kim Manning) plant een plan om de Cheetah Girls uit elkaar te halen wanneer ze haar dochters kansen in de competitie bedreigen en zorgt ervoor dat Marisol Chanel afleidt van de Cheetah Girls. Ondertussen ontwerpen Aqua en Dorothea kleren met Dorothea's oude vrienden, probeert Juanita een huwelijksaanzoek uit Luc te krijgen, leert Dorinda Joaquins klas hiphop en Galleria is de enige die gefocust is op de competitie wanneer ze een lied schrijft genaamd "Amigas Cheetahs" die ze zullen zingen in de competitie (Lied: "Do Your Own Thing").
Galleria ontdekt dat iedereen bezighoudt met andere activiteiten, behalve in die van haar (Lied: "It's Over") en besluit uiteindelijk een trein te nemen naar Parijs waar ze haar vader Francobollo zal zien en haar terug zal nemen naar Manhattan. Op het treinstation vinden de andere meiden Galleria en zingen het begin van "Amigas Cheetahs en Galleria zegt dat ze alleen terug zal komen als zij zich focussen. Terwijl Chanel door het huis loopt, hoort ze Juanita met Dorothea praten over hoe ze gelooft dat Luc niet met haar wil trouwen, omdat Chanel hem niet leuk vindt. Later vraagt Luc Juanita ten huwelijk, nadat Chanel hem toestemming gegeven heeft en ze accepteert het graag. Luc vertelt Chanel dat ze in New York kan blijven met haar vrienden voor haar aankomende laatste jaar. Maar de dromen van de Cheetah Girls zitten in een serieus probleem. Terwijl ze "Step Up" uitvoeren, overtuigt Lola om de manager van de Dancing Cat om de Cheetah Girls geld te betalen. De competitie staat alleen amateurs toe om op te treden. De geaccepteerde betaling van de Dancing Cat maakt de Cheetah Girls professionals. Angel, die aanwezig was tijdens de hele gebeurtenis, gaat op onderzoek uit.
Net voordat Chanel zich klaarmaakt om op te treden met Marisol, informeert de regisseur van het festival dat de Cheetah Girls mogen optreden nadat hij een fooi krijgt. Iedereen is verrast wanneer ze zien dat de informeerde zijn neef was, Angel. Hij informeerde dat Lola de Cheetah Girls probeerde te saboteren en zijn oom herstelt de meiden als de Cheetah Girls. Lola probeert hem tegen te houden, maar de regisseur zal het niet horen. Marisol komt eindelijk op tegen haar moeder, ze zegt dat ze zich terugtrekt in de competitie, omdat ze van zingen houdt  en dat haar moeder gewoon wanhopig is om een ster van haar te maken. De Cheetah Girls treden dan op met "Amigas Cheetahs" en brengen als een verrassing Marisol op het podium, samen met Joaquins dansclub, Angel op de gitaar en de regisseur op de trompet. Hun liedje is een hit met het publiek. Hierna komt een ander einde waar Juanita en Luc hun bruiloft hebben en waar iedereen geniet (Lied: "Cherish the Moment").

## Cast
- Raven-Symoné als Galleria "Bubbles" Garibaldi
- Adrienne Bailon als Chanel "Chuchie" Simmons
- Sabrina Bryan als Dorinda "Do" Thomas
- Kiely Williams als Aquanette "Aqua" Walker
- Belinda Peregrín als Marisol Durán, een wereldberoemde popzangeres die bevriend raakt met de Cheetah Girls, vooral met Chanel.
- Lynn Whitfield als Dorothea Garibaldi
- Lori Alter als Juanita Simmons
- Golan Yosef als Joaquin, Dorinda's liefde. Net als Dorinda is hij een getalenteerde danser.
- Peter Vives als Angel
- Kim Manning als Lola Durán, Marisols moeder en manager en de belangrijkste antagonist van de film. Ze plant de Cheetah Girls uit elkaar te halen zodat haar dochter de competitie wint en een ster wordt. Op het einde wordt ze ook bevriend met de Cheetah Girls.
- Abel Folk als Luc, Juanita's verloofde en later echtgenoot, Joaquins peetvader en Chanels stiefvader.

## Productie
De hele film, inclusief de scènes die zich afspeelden in New York, is opgenomen op locatie in Barcelona.

## Trivia
- De film was, totdat Jump In! de film versloeg, de meest bekeken film van Disney Channel. 8,3 miljoen mensen keken de film op de avond van de première.
- De film stond op #10 bij Billboardss Top DVD Sales.

## Filmmuziek
Dit is een lijst met de songs die in de film voorkomt en in die ook in album staat.
1. The Party's Just Begun
2. Strut
3. Dance With Me
4. Why Wait
5. A La Nanita Nana
6. Do Your Own Thing
7. It's Over
8. Step Up
9. Amigas Cheetahs
10. Cherish The Moment
11. Cheetah Sisters (Barcelona Mix)
12. Everyone's a Star
13. It's Gonna Be Alright